# Burgh Castle
Burgh Castle är en by och en civil parish i Great Yarmouth i Norfolk i England. Orten har 1 150 invånare (2011). Byn nämndes i Domedagsboken (Domesday Book) år 1086, och kallades då Burch.